# Thomas Dünchheim
Thomas Dünchheim (* 1968)  ist ein deutscher Rechtswissenschaftler, Kommunalpolitiker (CDU) und Sachbuchautor. Er war von 1999 bis 2009 Bürgermeister von Monheim am Rhein.

## Leben
Nach dem Abitur am Konrad-Adenauer-Gymnasium in Langenfeld im Mai 1988 studierte Dünchheim von Oktober 1988 bis August 1991 an der Fachhochschule für öffentliche Verwaltung NRW. Zur selben Zeit war er Inspektoranwärter der Kreisverwaltung Mettmann. Im September 1991 absolvierte Dünchheim die Staatsprüfung zum Diplomverwaltungswirt (FH). Von September 1991 bis März 1995 war er als Beamter des gehobenen nicht-technischen Dienstes bei der Kreisverwaltung Mettmann Sachgebietsleiter für Lebensmittelrecht, Tierschutz- und Veterinärwesen tätig.
Von Oktober 1991 bis Februar 1995 studierte Dünchheim Rechtswissenschaften an der Universität zu Köln und legte im März 1995 seine Erste Juristische Staatsprüfung ab. Er betreute von April 1994 bis März 1997 als wissenschaftlicher Mitarbeiter von Klaus Stern am Institut für Staats-, Verwaltungsrecht und Verwaltungslehre der Universität zu Köln gutachtlich Projekte des staatlichen Organisationsrechts, Sparkassenrechts, öffentlichen Bankenrechts, Anstaltsrechts, öffentlichen Wirtschaftsrechts und Umweltrechts. Von April 1997 bis September 1999 war Dünchheim zudem als wissenschaftlicher Assistent am Lehrstuhl für allgemeine Staatslehre, Staats- und Verwaltungsrecht bei Joachim Burmeister tätig. Im April 1999 legte er sein Zweites Juristisches Staatsexamen ab. 2002 promovierte Dünchheim zu dem Thema „Verwaltungsprozessrecht unter europäischem Einfluss“ zum Doctor iuris.
Von September 1999 bis September 2009 war Dünchheim hauptamtlicher Bürgermeister der Stadt Monheim am Rhein, wobei er 1999 mit 55,06 % gewählt und 2004 mit 66 % wiedergewählt wurde.
Als Bürgermeister war er zuständig für die Dezernate Recht, Personal- und Organisation, Stadtplanung und Wirtschaftsförderung. Zur selben Zeit war er Aufsichtsratsvorsitzender der Monheimer Verkehrs- und Versorgungsbetriebe GmbH und der MEGA Monheim GmbH, stellvertretender Vorsitzender der Verbandswasserwerke Langenfeld-Monheim GmbH sowie Mitglied des Verwaltungsrates und Kreditausschusses/Risikoausschusses der Stadtsparkasse Düsseldorf sowie Mitglied des Vorstandes des Rates der Gemeinden und Regionen Europas (RGRE). Von September 1999 bis März 2001 war Dünchheim überdies Verwaltungsratsvorsitzender und Vorsitzender des Kreditausschusses der Stadtsparkasse Monheim am Rhein.
Von 2004 bis 2009 war Dünchheim Mitglied im Präsidium des Städte- und Gemeindebundes NRW.
Dünchheim war von 1994 bis 2005 Lehrbeauftragter der Fachhochschule für öffentliche Verwaltung und lehrte von 2006 bis 2008 Öffentliches Recht – insbesondere öffentliches Wirtschaftsrecht, Kommunalrecht und Umwelt- sowie Baurecht – an der Rechtswissenschaftlichen Fakultät der Heinrich-Heine-Universität Düsseldorf. Seit 2014 ist Dünchheim als Lehrbeauftragter der EBS Law School Wiesbaden tätig, seit  2016 ist er dort Honorarprofessor.
Seit Oktober 2009 ist Thomas Dünchheim Rechtsanwalt und Partner der Rechtsanwaltssozietät Hogan Lovells International LLP. Dort leitet er die Praxisgruppe „Public Sector“ sowie die internationale Gaming Law-Initiative von Hogan Lovells. Von 2016 bis 2019 leitete er überdies als Office Managing Partner den Düsseldorfer Standort von Hogan Lovells International LLP.
Dünchheim ist verheiratet und Vater zweier Söhne. Sein älterer Bruder Dirk (1966–2019) war Polizei-Hauptkommissar und leitete von 2017 bis 2019 die Polizeiwache in Monheim am Rhein.

## Selbständige Publikationen (Auswahl)
- Verwaltungsprozeßrecht unter europäischem Einfluß. Duncker und Humblot, Berlin 2003, ISBN 3-428-11034-X. (Dissertation)
- Johannes Dietlein, Thomas Dünchheim: Examinatorium Allgemeines Verwaltungsrecht. Vahlen, München 2007, ISBN 978-3-8006-4019-5.
- Kommunalrecht Nordrhein-Westfalen, Kurzkommentar zur GO-Reform mit umfangreichem Vorschriftenanhang. Saxonia-Verl. für Recht, Wirtschaft und Kultur, Dresden 2008, ISBN 978-3-937951-92-8.
- Tariftreue- und Vergabegesetz des Landes Nordrhein-Westfalen, Kurzkommentar mit Vorschriftenanhang. Saxonia-Verl. für Recht, Wirtschaft und Kultur, Dresden 2012, ISBN 978-3-939248-51-4.
- Das Ökologische Jagdgesetz NRW und dessen Vereinbarkeit mit dem Grundgesetz. Reihe Studien zum öffentlichen Recht und zur Verwaltungslehre Bd. 84. Nomos, Baden-Baden 2015, ISBN 978-3-8487-2635-6.
- Die Vereinbarkeit des kommunalen Wirtschaftsrechts des Saarlandes mit dem Recht der Europäischen Union. Reihe Studien zum öffentlichen Recht und zur Verwaltungslehre Bd. 86. Nomos, Baden-Baden 2018, ISBN 978-3-8487-4986-7.